# Věra Roubalová Kostlánová

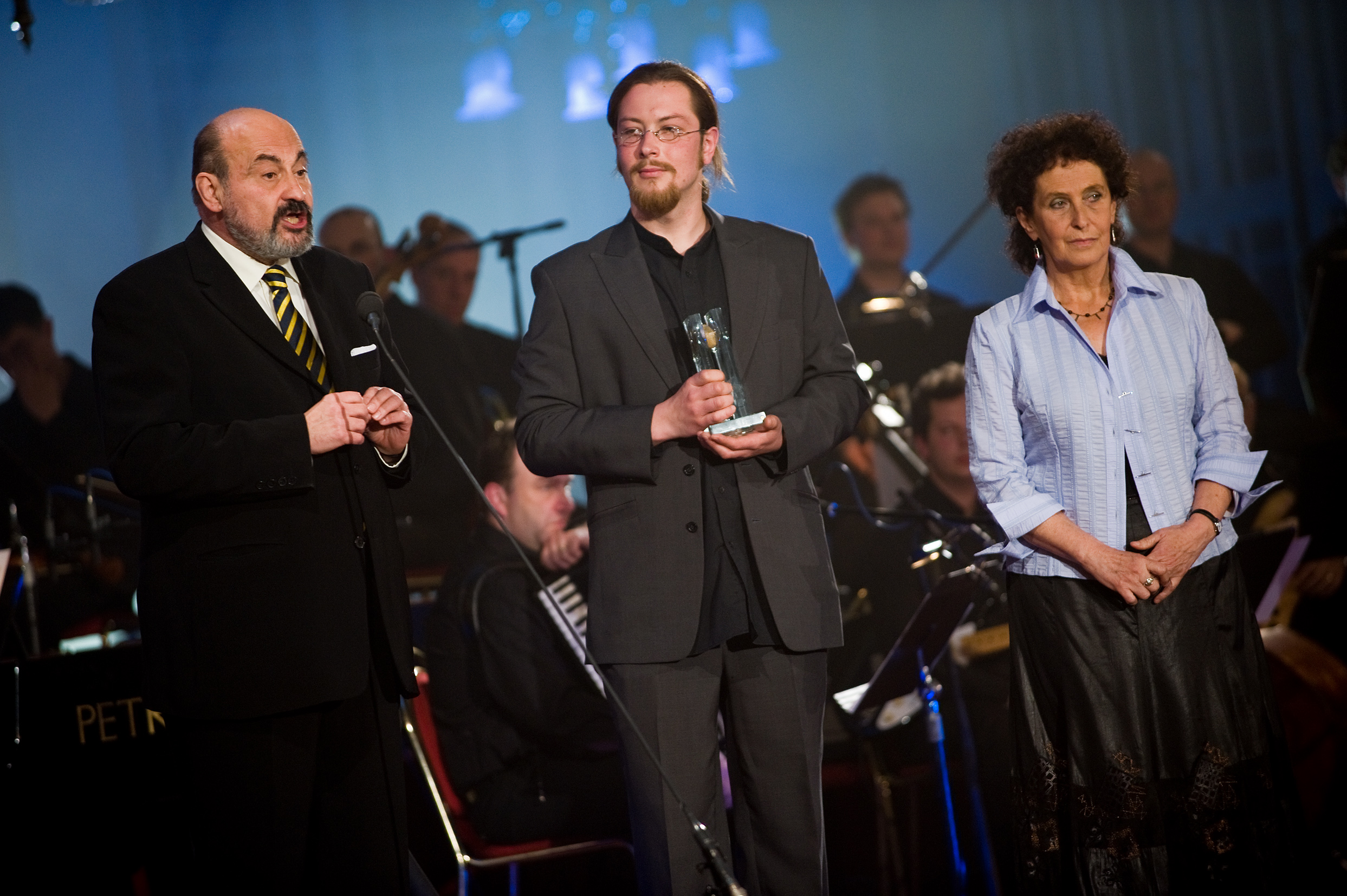
Ondřej Beránek předává s Tomášem Halíkem Cenu Paměti národa 2010 Věře Roubalové Kostlánové

Věra Roubalová Kostlánová, roz. Lomská, (* 12. listopadu 1947 Praha) je psychoterapeutka a někdejší disidentka, jedna z poslední trojice mluvčích Charty 77.

## Život
Narodila se v Praze jako prostřední ze tří dětí v židovské rodině Hanuše Lomského.
Řada jejích příbuzných ze strany otce i matky zahynula během holokaustu. Její babička Sofie z otcovy strany byla zavražděna v roce 1944 v Osvětimi, dědeček Salomon Hugo Lieben zemřel v listopadu 1942 na infarkt.  Věřin otec Löb Gabriel Lieben (1917–1983) strávil druhou světovou válku v Anglii; po válce si změnil jméno na Hanuš Lomský. Otec se v Anglii seznámil s Věřinou pozdější matkou, též českého židovského původu, oba rodiče byli idealistického levicového smýšlení. V roce 1949 byl Hanuš Lomský jmenován krajským tajemníkem KSČ v Plzni, ale v následujícím roce byl zatčen, odsouzen v procesu s Marií Švermovou a krajskými tajemníky a strávil ve vězení 6 let. 
Věra se z politických důvodů nedostala na gymnázium, ale pouze na střední průmyslovou školu. Poté vystudovala strojní fakultu ČVUT v Praze, kde aktivně prožila Pražské jaro i následnou invazi vojsk. Patřila též k studentským organizátorům smutečního pochodu při pohřbu Jana Palacha. Na vysoké škole se seznámila se svým budoucím manželem Pavlem Roubalem. Mají čtyři děti: Jana Roubala, Pavla Roubala, Petra Roubala a Martu Roubalovou (provdanou Kolskou).
S manželem byli mezi prvními signatáři Charty 77, podepsali ji v únoru 1977. S Chartou 77 se seznámili prostřednictvím kamaráda z vysokoškolských studií Jiřího Müllera. Na půdě rodinného domu v Praze-Strašnicích vázali samizdatové knihy, a to do začátku července 1978, kdy byla u nich provedena domovní prohlídka a zabaveno větší množství knih připravených ke svázání. Zásahy proti opozičním aktivistům tehdy Státní bezpečnost (StB) provedla v souvislosti s návštěvou Leonida Iljiče Brežněva v Československu. Pavel Roubal strávil necelé tři měsíce ve vazbě, následně se v červnu 1979 stal členem Výboru na obranu nespravedlivě stíhaných (VONS). V roce 1979 se rodina přestěhovala do severočeské obce Kytlice, v následujícím roce do Častrova na Vysočině. V roce 1981 se jim před StB, která přišla provést domovní prohlídku, podařilo v nefunkčních akumulačních kamnech ukrýt celostátně hledanou Drahomíru Šinoglovou, která byla odsouzena za rozepisování Vaculíkových fejetonů a nenastoupila do vězení kvůli těhotenství. Rodina byla StB dlouhodobě sledována.
Roubalovi se také věnovali otázce životního prostředí. Během sametové revoluce v listopadu 1989 byli manželé velmi aktivní, Pavel na Pelhřimovsku organizoval protestní akce, zapojili se do práce nově vzniklého Občanského fóra. V říjnu 1990 Věra ovdověla a vrátila se s dětmi z venkova do Prahy. V lednu 1992 se stala jednou ze tří mluvčích Charty 77, kterým připadla úloha ohlásit konec její činnosti.
V roce 2006 se provdala za Františka Kostlána (* 1954), publicistu a hudebníka. Jeho bratr Antonín Kostlán (* 1955) je historikem raného novověku.

## Další vzdělání
Od roku 1989 se začala vzdělávat v oboru sociální práce a poté v psychoterapii a v supervizi. Získala osvědčení v různých výcvikových a výukových programech. 
- V letech 1997 – 2001 absolvovala výcvik v „Gestalt terapii a psychosyntéze“.
- V roce 2006 obdržela certifikát k ukončení tříletého výcviku v integrativní supervizi Českého institutu pro supervizi (ČIS). Je členkou ČIS a ČAP.

## Praxe
Po roce 1989 začala pracovat v Odboru pro uprchlíky Ministerstva vnitra jako vedoucí sociálních pracovnic v uprchlických táborech. Po třech letech přešla do Poradny pro uprchlíky (později SIMI), kde se až do roku 2006 věnovala psychosociální práci, hlavně vedení ženských multikulturních skupin v uprchlických táborech i v Praze. Pomáhala také uprchlíkům na Balkáně. V práci pokračovala v InBázi, kde se věnovala hlavně psychoterapii uprchlíků a založila TEP (Terapii příchozích). Od roku 2006 v rámci projektu EU jezdila po dobu pěti let jako supervizorka dvakrát ročně do Grozného v Čečensku. Supervidovala a stále superviduje práci mnoha nevládních organizací. Věnuje se také individuální psychoterapii a supervizi. Provozuje soukromou praxi. Od roku 2022 se věnuje jako psychoterapeutka a supervizorka příchozím z Ukrajiny.
Věnuje se také terapii transgeneračního přenosu traumatu holocaustu. Od roku 1997 dvacet let vedla s Helenou Klímovou klientskou skupinu „Rodiny po holocaustu“. S Doc. MUDr. Václavem Mikotou a později s MUDr. Vladimírem Singerem vedla psychoterapeutický výcvik v prevenci a léčbě traumatu v Rafael institutu. Vede Rafael centrum.
Od r. 2003 je držitelkou mezinárodního certifikátu uděleného UNHCR za přínos v posilování práv uprchlických žen a v prosazování rovnosti pohlaví (Certificate of Recognition UNHCR for Contributions towards the Empowerment of Refugee Women and the Promotion of Gender Equality).
V roce 2007 byl o jejím životě natočen díl dokumentárního seriálu Ženy Charty ’77 v režii Olgy Sommerové. V roce 2010 byla oceněna v prvním ročníku Cen Paměti národa.

## Publikace
- Věra Roubalová: „A glance in a refugee's cooking. Pohled do hrnce uprchlíka II.. Vydalo nakladatelství G plus G Praha 2002,  ISBN 80-86103-52-8; kuchařské recepty žen-uprchlic z celého světa s medailonky o jejich životě, zaznamenané během společných setkání v azylovém zařízení Červený Újezd.
- Věra Roubalová, Tereza Günterová, František Kostlán: „Příchozí“. Vydalo nakladatelství G plus G Praha 2005, ISBN  80-86103-82-X
- Marek Preiss, Daniela Vizinová (editoři) a kolektiv:„Transgenerační přenos (nejen) traumatu“ (stať Věry Roubalové). Vydal Rafael Institut v nakladatelství Irene, 1. vydání Praha 2019 ISBN 978-80-906733-5-9, [11], 2. doplněné a upravené vydání Grada Praha 2023, ISBN 978-80-271-3049-8